# Burggraaf
Burggraaf (Latijn: praefectus, castellanus of burggravius) is een adellijke titel (vroeger een functie), die gewoonlijk hoger is dan baron maar een graad lager dan graaf. Het vrouwelijke equivalent is burggravin. De drager van deze titel vervulde vanaf de vroege middeleeuwen een militaire bestuursfunctie voor een leenheer en was in rang grofweg vergelijkbaar met een hooggeplaatste bevelhebber van een garnizoen. Hij of zij zetelde op een burcht of ander soort vesting, waarvan de naam werd afgeleid. De functie van burggraaf verwerd langzamerhand tot een erfelijke functie, waarna de titel haar betekenis verloor en een dode letter werd. Het leen van een burggraaf (wanneer van toepassing) werd burggraafschap (Latijn: praefectura) genoemd.

## Historisch
De oorsprong van de naam ligt in het leenstelsel (feodalisme) van de middeleeuwen. De stand van een burggraaf was niet overal hetzelfde; burggraven konden onder een koning, bisschop of landheer staan en konden een bestuurlijke, militaire en/of juridische functie vervullen. Hun functie varieerde van een puur militair bevel over een burcht tot heerschappij over een groter gebied (burggraafschap).

### Graafschap Vlaanderen
In het graafschap Vlaanderen werd de Karolingische onderverdeling in gouwen reeds vanaf de 11e eeuw vervangen door een opsplitsing in kasselrijen (castellania), in oorsprong een soort middeleeuwse kantons, met als centrum een grafelijk kasteel. Aan het hoofd ervan stond aanvankelijk een burggraaf of kastelein (castellanus), gekozen uit de lokale adel, die als plaatselijk vertegenwoordiger van de graaf instond voor de verdediging van het kasteel en het gerechtelijk en administratief bestuur van het gebied eromheen. Hij had enkel zijn functie in erfleen, terwijl de burcht en het grondgebied aan de graaf bleven; deze laatste wist immers maar al te goed hoe snel een grondleen de facto een eigendom werd. De status van de burggraaf als vazal van de graaf komt duidelijker tot uiting in zijn Franse titel 'vicomte', van het Latijn 'vicecomes', wat letterlijk 'ondergraaf' betekent. Hij werd bijgestaan door een schepencollege dat naast de bestuurlijke ook de rechterlijke bevoegdheid bezat.
Naast deze burggraven waren er ook die geen enkel gebied bestuurden, maar uitsluitend het beheer van een grafelijke vesting tot taak hadden. Een voorbeeld hiervan was de burggraaf van Diksmuide, bevelhebber van de plaatselijke burcht die eertijds een sleutelpositie innam aan de IJzergolf, een intussen reeds lang verdwenen zeearm. Het omgekeerde kwam slechts eenmaal voor: Waasten was een kasselrij zonder burcht noch burggraaf.
In de 12e eeuw hadden enkele van deze adellijke burggraven toch genoeg macht verworven om de graaf de voet dwars te kunnen zetten, dus werden ze vanaf omstreeks 1200 systematisch vervangen door burgerlijke ambtenaren, de baljuws. Deze werden door de graaf betaald en waren dus veel betrouwbaarder.

## Burggraven in Nederland
Van oudsher waren er in Nederland burggraven, zoals die van Leiden en Nijmegen. Het waren veelal aanduidingen van functies. De Heren van Voorne waren burggraaf van Zeeland.
Sedert de afscheiding van België in 1830 is de adellijke titel van burggraaf aanzienlijk gereduceerd en niet veelvoorkomend meer in Nederland. De titel is overgegaan naar de Belgische adellijke takken van de voorheen Nederlandse adel. En van de families die nog wel tot (ook) de Nederlandse adel behoren hebben vrijwel allen een niet-Nederlandse nationaliteit. Zo kent de Nederlandse adel nog drie geslachten, waarvan het hoofd de titel burggraaf voert, namelijk die van Du Bus de Gisignies, De Preud'homme d'Hailly de Nieuport en Roest van Alkemade; de eerste en derde familie hebben de Belgische nationaliteit; de burggraaf van Nieuwpoort is sinds de jaren 1950 in Nederland gevestigd. Van de tot de Nederlandse en Belgische adel behorende familie van Aefferden verkreeg de Belgische tak in 1871 de titel burggraaf; in Nederland is deze familie ongetiteld.
Koning Willem-Alexander is met een van zijn titels ook nog 'Burggraaf van Antwerpen', maar hijzelf staat als koning boven de adel. Het is in Nederland niet meer mogelijk om tot burggraaf te worden verheven; inlijving met die titel kan daarentegen nog wel plaatsvinden.

## Burggraven in België
In België daarentegen komen nog wel burggraven voor onder de Belgische adellijke families; ze zijn met ongeveer 450 titeldragers. Voorbeelden zijn hierbij de families de Lantsheere, du Bus de Warnaffe of Poullet.
Verder kan men in België, wegens bijzondere verdienste, tot de adeldom worden opgenomen. Hierbij worden de titels graaf en burggraaf gezien als hoogst mogelijke benoeming; titels als hertog, markies of prins worden door koning Filip normaliter niet meer verleend. De toekenning van de titel van graaf en burggraaf is eerder uitzonderlijk te noemen. Hij werd verleend aan de adellijke familie d'Udekem d'Acoz die, sinds het huwelijk van Mathilde d'Udekem d'Acoz met toenmalig kroonprins Filip, graaf zijn geworden (met erfelijkheid over de hele lijn). Een andere toekenning was er voor Maurice Lippens die in 1998 werd verheven tot graaf voor hem en al zijn nakomelingen. Voorbeelden van de jongste Belgische burggraven 'wegens verdienste' zijn de ruimtevaarders Dirk Frimout en Frank De Winne.

## Burggraven in het Verenigd Koninkrijk
In de verschillende adelscategorieën van het Verenigd Koninkrijk komen burggraven voor onder de naam "Viscount". Het vrouwelijke equivalent is "Viscountess".

## Rangkroon in België en Nederland
De rangkroon die burggraven in Nederland en België mogen voeren boven hun wapenschild werd door koning Willem I in 1817 vastgesteld. Afbeeldingen van deze kroon zijn als volgt te herkennen: een met edelstenen bezette gouden hoofdband, met daarop drie met parels getopte gouden punten, waartussen twee gouden fleurons. Deze rangkroon wordt praktisch niet meer gevoerd in Nederland aangezien de Nederlandse adel vrijwel geen burggraven meer kent en waarvan de meesten ook tot de Belgische adel zijn gaan behoren. Tegenwoordig voert het gros van de Belgische burggraven een afbeelding van een kroon boven hun wapenschild die te herkennen valt als een met edelstenen bezette gouden hoofdband met daarop alleen drie met drie parels getopte gouden punten.
|                                                         |                                          |
| Burggraafkroon in Nederland en België (officiële stijl) | Burggraafkroon in België (huidige stijl) |